# Thomas Diez
Thomas Diez (* 2. Februar 1970 in Mannheim) ist Professor für Politikwissenschaft und Internationale Beziehungen am Institut für Politikwissenschaft der Universität Tübingen.

## Akademischer Werdegang
Diez studierte an der Universität Mannheim und der Johns Hopkins University in Baltimore Politikwissenschaft, Öffentliches Recht und Wirtschafts- und Sozialgeschichte. Nach Abschluss des Studiums war er 1995 bis 1997 wissenschaftlicher Mitarbeiter am Mannheimer Zentrum für Europäische Sozialforschung. Seine Dissertation schrieb er zur britischen Europapolitik. In diesem Zusammenhang ging er 1997 für ein halbes Jahr als Chevening-Stipendiat an die Universität Sussex. Von 1997 bis 2000 forschte er mit Barry Buzan und Ole Wæver am Europäischen Sicherheitsprojekt des Copenhagen Peace Research Institute. Im Jahr 2000 trat er an der Universität Birmingham zunächst eine Stelle als Lecturer an und wurde 2005 schließlich zum Professor für Internationale Beziehungen ernannt. Von 2005 bis 2008 leitete er das Department for Political Science and International Studies in Birmingham. Im akademischen Jahr 2008/2009 verbrachte er ein Sabbatical an der Ludwig-Maximilians-Universität in München, bevor er den Ruf nach Tübingen erhielt.
Von 2000 bis 2004 war Diez außerdem Mitglied des Executive Committees der British International Studies Association und seit 2004 sitzt er im Steering Committee der Standing Group on International Relations (SGIR) des European Consortium for Political Research (ECPR).

## Forschungsschwerpunkte
Ein Schwerpunkt von Diez’ Forschung ist die Europäische Union als Akteur in den internationalen Beziehungen, ihr Einfluss auf europäische Nachbarstaaten (u. a. Türkei), ihr Potential zur Transformation von Konflikten, und die Kooperation mit anderen regionalen Organisationen. Weiterer wichtiger Schwerpunkt ist der Zypernkonflikt, zu dem Diez umfangreich veröffentlicht hat. Innerhalb der Internationalen Beziehungen beschäftigt sich Diez  mit Sozialkonstruktivismus und Poststrukturalismus. Er hat Artikel in internationalen Fachzeitschriften wie „Cooperation and Conflict“, „Journal of European Integration“ und „International Relations and Development“ veröffentlicht.

## Auszeichnungen
Im September 2009 wurde Diez der von drei großen europäischen Stiftungen jährlich verliehenen Anna-Lindh-Preis für besondere Verdienste um die Analyse europäischer Außenpolitik verliehen.

## Veröffentlichungen (Auswahl)
- The EU and Global Climate Justice: Normative Power Caught in Normative Battles (mit Franziskus von Lucke, Solveig Aamodt and Bettina Ahrens), Routledge, 2021.
- The Routledge Handbook of Critical European Studies (mit Didier Bigo, Evangelos Fanoulis, Ben Rosamond, Yannis A. Stivachtis), Routledge, 2020.
- A Different Kind of Power? The EU’s Role in International Politics (Hrsg.) New York: Idebate Press, 2014.
- Key Concepts in International Relations (mit Ingvild Bode und Aleksandra Fernandes Da Costa), London: Sage, 2011.
- Cyprus – a Conflict at the Crossroads (mit Nathalie Tocci), Manchester: University Press, 2009.
- European Integration Theory (mit Antje Wiener), Oxford University Press, 2009.
- The European Union and Border Conflicts (mit Matthias Albert und Stephan Stetter) Cambridge: Cambridge University Press, 2008.